# إراستوس هاربر
إراستوس هاربر هو سياسي أمريكي، ولد في 14 يوليو 1854 في ميشيغان في الولايات المتحدة، وتوفي في 12 مايو 1927. نشط حزبياً في الحزب الجمهوري. وقد انتخب نائب حاكم كولورادو ‏.